# واسیلی سدلیار

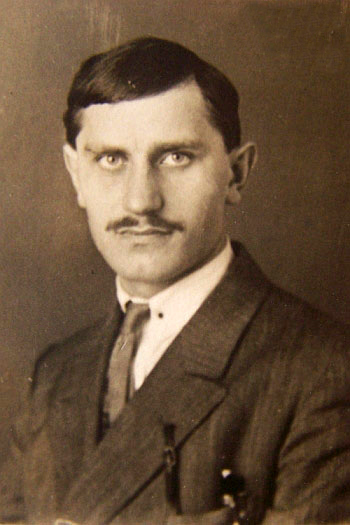
واسیلی سدلیار، ۱۹۳۰ م.

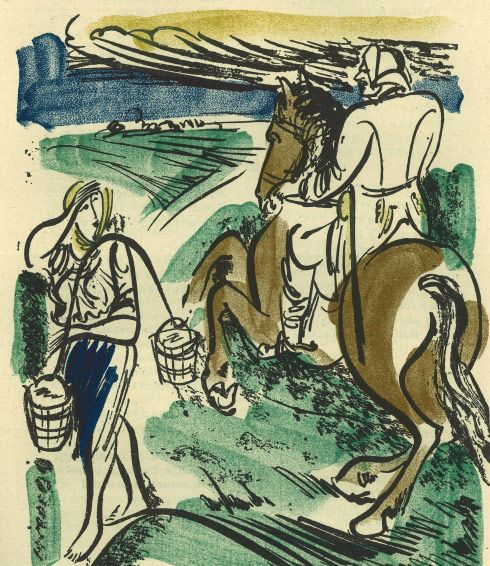
تصویرسازی از یک کوبزار

واسیلی تئوفانوویچ سدلیار (به اوکراینی: Васи́ль Теофанович Седля́р: متولد ۱۲ آوریل ۱۸۹۹ م. کریستیوکا، شیشاکی رایون — ۱۳ ژوئیه ۱۹۳۷ م. کیف) نقاش، تصویرگر و معلم هنر اوکراینی است. وی در پاکسازی بزرگ اعدام شد. او همچنین به خاطر کارهای سرامیکی و نقاشی بر روی سفال معروف بود.

## زندگی‌نامه
او در یک خانوادهٔ کشاورز و دهقانی به دنیا آمد. از سال ۱۹۱۵ تا ۱۹۱۹ م. در مدرسه هنر کیف و سپس از ۱۹۱۹ تا ۱۹۲۳ میلادی در آکادمی دولتی هنر اوکراین تحت نظر میخایلو بویچوک به تحصیل خود ادامه داد. او بعدها یکی از همکاران نزدیک بویچوک شد.
سدلیار یکی از بنیانگذاران انجمن هنر انقلابی اوکراین (ARMU) بود و همچنین در چندین سمت تدریس می‌کرد که می‌توان به کالج هنر و سرامیک مژیریا (۱۹۲۳–۱۹۲۸)، مؤسسه فناوری سرامیک و شیشه (۱۹۲۸–۱۹۳۰) و آکادمی ملی (که در آن زمان به عنوان مؤسسه هنر کیف شناخته می‌شد، ۱۹۳۰–۱۹۳۶) نام برد.
از نمونه آثار شاخص او می‌توان به نقاشی ای دیواری در تئاتر درام ایالت اوکراینی چروونوزاودسک که بعدها تخریب شد اشاره کرد.
او در سال ۱۹۳۶ م. هنگامی که در خانه‌اش در خارکیف مستقر بود توسط کمیساریای خلق در امور داخلی به اتهام جاسوسی و فعالیت علیه نظام دستگیر شد. و دلیل آن احتمالاً به خاطر سفرهایی بود که به آلمان، فرانسه و ایتالیا با بویچوک در سال ۱۹۲۷ م. رفته بود. او در کیف زندانی شد و زیر شکنجه اعتراف کرد و در ۱۳ ژوئیه ۱۹۳۷ به همراه بویچوک و نقاشی دیگر به نام ایوان پادالکا با جوخه تیرباران اعدام شد. بعدها از او در سال ۱۹۵۸ اعاده حیثیت شد.
در سال ۲۰۰۹، انتشارات دوخ ای لیترا، نسخه جدیدی از کوبزار توسط تاراس شوچنکو را همراه با تمام هجده تصویرسازی اصلی توسط سدلیار که برخی از آنها رنگی بودند، منتشر کرد. همزمان در همان سال، نمایشگاهی از آثار بازمانده او در موزه هنر ملی اوکراین نیز برگزار شد.